# Kanton Sarajevo
Der Kanton Sarajevo (bosnisch Kanton Sarajevo, kroatisch Sarajevska županija) ist einer der zehn Kantone der Föderation Bosnien und Herzegowina.
Er umfasst die bosnische Hauptstadt Sarajevo und deren Umgebung und hat eine Fläche von 1.276,9 km².

## Bevölkerung
Der Kanton Sarajevo hat etwa 438.000 Einwohner (Zensus 2013). Er ist einer der fünf mehrheitlich bosniakischen Kantone der Föderation Bosnien und Herzegowina.

## Gemeinden
Der Kanton Sarajevo ist unterteilt in 9 Gemeinden (općine), von denen vier zusammen die Stadt Sarajevo bilden (Einwohnerzahlen von 2013):

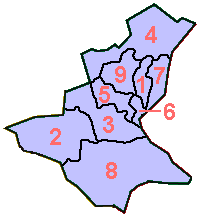

- Stadt Sarajevo (1, 5, 6, 7)
  - Sarajevo-Centar 59.238 (1)
  - Sarajevo-Novi Grad 124.471 (5)
  - Novo Sarajevo 68.802 (6)
  - Sarajevo-Stari Grad 38.911 (7)
- Hadžići 24.979 (2)
- Ilidža 71.892 (3)
- Ilijaš 20.504 (4)
- Trnovo 1.830 (8)
- Vogošća 27.816 (9)